# Latin for Lovers
Latin for Lovers è un album di Cal Tjader, pubblicato dalla Fantasy Records nel 1958. Il disco fu registrato a San Francisco (California) nel 1958.

## Tracce
Lato A
1. I Should Care – 2:34 (Paul Weston, Sammy Cahn)
2. Spring Is Here – 2:35 (Lorenz Hart, Richard Rodgers)
3. Time Was – 4:30 (Gabriel Luna, Phil Ochs, Manuel Prado, Bob Russell)
4. Star Eyes – 3:14 (Gene De Paul, Don Raye)
5. Stella By Starlight – 3:15 (Victor Young, Ned Washington)

Lato B
1. Alone Together – 4:28 (Howard Dietz, Arthur Schwartz)
2. Ode to a Beat Generation – 2:24 (Jack Weeks)
3. Skylark – 2:36 (Hoagy Carmichael, Johnny Mercer)
4. Martha – 3:07 (Mongo Santamaría)
5. Quizas, Quizas, Quizas – 3:52 (Joe Davis, Osvaldo Farrés)

## Musicisti
Cal Tjader with Strings
- Cal Tjader - vibrafono
- Paul Horn - flauto, clarinetto
- Boris Blinder - archi
- Harry Moulin - archi
- Albert White - archi
- Frances Wiener - archi
- Eugene Winkler - archi
- Vince Guaraldi - pianoforte
- Al McKibbon - contrabbasso
- Jack Weeks - contrabbasso
- Willie Bobo - congas, bongos
- Mongo Santamaría - congas, bongos